# 79354 Brundibár
(79354) Brundibár, denumire internațională (79354) Brundibar, este un asteroid din centura principală de asteroizi.

## Descriere
79354 Brundibár este un asteroid din centura principală de asteroizi. A fost descoperit pe 16 ianuarie 1997 la Observatorul Kleť de Miloš Tichý și Jana Tichá. Asteroidul prezintă o orbită caracterizată de o semiaxă mare de 2,31 ua, o excentricitate de 0,10 și o înclinație de 5,1° în raport cu ecliptica.